# Hannelore Ehrenreich
Hannelore Ehrenreich (* 2. April 1955 in Augsburg) ist eine deutsche Veterinärmedizinerin, Medizinerin und Hochschullehrerin mit Spezialisierung in Neurologie und Psychiatrie.

## Leben und Wirken
Hannelore Ehrenreich studierte Veterinärmedizin an der Tierärztlichen Hochschule Hannover und an der Ludwig-Maximilians-Universität München. In München wurde sie 1981 mit der Arbeit Bedeutung endogener Opiate im Rahmen des Fortpflanzungsgeschehens zum Dr. med. vet. und nach einem Medizinstudium 1989 mit der Arbeit Endokrine Effekte von humanem Corticotropin-Releasing Faktor bei Gesunden und Diabetikern. Modulation durch Opioidrezeptorblockade zum Dr. med. promoviert. Anschließend absolvierte sie mehrere, teilweise mit Stipendien finanzierte Auslandsaufenthalte in den USA, in England und auf den Philippinen.
Hannelore Ehrenreich absolvierte 1992 bis 1995 eine Ausbildung zur Fachärztin für Neurologie und Psychiatrie an der Georg-August-Universität Göttingen und wurde 1994 mit der Arbeit Zur Pathophysiologie der Endotheline, potenter vasoaktiver und mitogener Zytokine, im Zentralnervensystem habilitiert. Sie leitete von 1995 bis 2023 die Arbeitsgruppe Klinische Neurowissenschaften am früheren Göttinger Max-Planck-Institut für experimentelle Medizin und ist seit 1998 Professorin für Neurologie und Psychiatrie. In den Kliniken der Neurologie und Psychiatrie des Universitätsklinikums Göttingen war sie als Oberärztin tätig. Von 2000 bis 2002 war sie Vizepräsidentin der Georg-August-Universität Göttingen, von 2003 bis 2016 war sie Mitglied des Hochschulrates der Medizinischen Hochschule Hannover. Im Sommer 2004 erhielt sie einen Ruf auf den Lehrstuhl für Neurologie an die Medizinische Universität Graz.
Seit 2007 ist sie Mitglied des Kuratoriums der Felix-Wankel-Stiftung der Internationalen Gesellschaft für Nutztierhaltung. Seit 2016 ist sie Mitglied der Sektion Neurowissenschaften der Leopoldina.
Hannelore Ehrenreich veröffentlichte ab 1997 Arbeiten zur Alkoholismustherapie. Sie forscht vor allem im Sinne einer Translationalen Medizin zur Neuroprotektion bei neuropsychiatrischen Erkrankungen. Schwerpunkte dabei sind Schizophrenie und Autismus; diese Arbeiten erstrecken sich von der molekular-zellulären Charakterisierung über Genotyp-Phänotyp Assoziationen menschlichen und tierischen Verhaltens bis zu klinischen Studien. Ein weiterer Schwerpunkt ist die neuroprotektive und kognitive Wirkung von Erythropoietin bei menschlichen Hirnkrankheiten.
Im April 2021 unterstütze Hannelore Ehrenreich die Initiative von Winfried Stöcker zur Entwicklung eines neuen Corona-Impfstoffes.
Anfang 2024 wurde ihr Arbeitsvertrag, der nach Erreichen der Regelaltersrente bis 2026 verlängert worden war, wegen ungenehmigter Tierversuche vorzeitig aufgelöst. Die Staatsanwaltschaft Göttingen stellte ihre Ermittlungen gegen die Zahlung einer Auflage von 15.000 Euro ein.
Seit Februar 2024 leitet sie die Arbeitsgruppe Experimentelle Medizin am Zentralinstitut für Seelische Gesundheit in Mannheim.

## Auszeichnungen
- 2005: Wilhelm Feuerlein Forschungspreis für Henning Krampe als Vertreter der Arbeitsgruppe von Hannelore Ehrenreich[13]
- 2021: Jean-Delay-Preis für Psychiatrie[14]

## Schriften
Hannelore Ehrenreich ist Autorin oder Mitautorin von über 240 Publikationen in Fachjournalen.
Deutschsprachige Schriften
- Bedeutung endogener Opiate im Rahmen des Fortpflanzungsgeschehens. Dissertation. Tierärztliche Fakultät der Universität München, 1981. Enke, Stuttgart 1981, ISBN 3-432-92471-2.
- Endokrine Effekte von humanem Corticotropin-Releasing Faktor bei Gesunden und Diabetikern. Modulation durch Opioidrezeptorblockade. Medizinische Dissertation. Universität München, 1989.
- Zur Pathophysiologie der Endotheline, potenter vasoaktiver und mitogener Zytokine, im Zentralnervensystem. Habilitationsschrift. Universität Göttingen, 1993.
- Beitrag in Norbert Elsner, Hans-Ludwig Schreiber (Hrsg.): Was ist der Mensch? Wallstein, Göttingen 2002, ISBN 3-89244-604-0.[16]
- mit Anna-Leena Sirén: EPO. Neuroprotektion bei Hirnerkrankungen. In: Georgia Augusta. Band 2. Universität Göttingen, 2003, ISSN 0016-8157, S. 111–115. (online, PDF; 225 kB)
- mit Henning Krampe: Therapie der Alkoholabhängigkeit. In: Peter Schauder, Günter Ollenschläger (Hrsg.): Ernährungsmedizin. 3. Auflage. Elsevier, Urban & Fischer, München 2006, ISBN 3-437-22921-4.